# Philip Edward Mosely
Philip Edward Mosely (ur. 1905, zm. 1972) – amerykański historyk, badacz dziejów Rosji, sowietolog. 

## Życiorys
Doktorat w 1933 na Harvard University (uczeń Michaela Karpovicha). W latach 1930–1932 przebywał w ZSRR, gdzie prowadził badania archiwlane. W czasie wojny pracował dla Departamentu Stanu. Po II wojnie światowej profesor Columbia University. Był dyrektorem tamtejszego Russian Institute.  

## Wybrane publikacje
- Russian Diplomacy and the Opening of the Eastern Question in 1838-1839, Cambridge, Mass. 1934.
- (redakcja) The Soviet Union, 1922-1962: a foreign affairs reader, ed. by Philip E. Mosely ; forew. by Hamilton Fish Armstrong, New York: F. A. Praeger 1963.
- (współautor: Marshall Shulman), The changing Soviet challenge, Racine, Wisconsin: The Johnson Foundation 1964.
- The Soviet Union since Khrushchev, New York: Foreign Policy Association 1966.